# Tor (softver)
Tor je slobodan softver za omogućavanje anonimne komunikacije. Ime je akronim dobijen iz originalnog imena projekta (енгл. The Onion Router). Tor rutira Internet
saobraćaj kroz slobodnu, svetsku (енгл. world wide), volontersku mrežu sastavljenu od više od šest hiljada štafeta kako bi prikrili korisnikovu lokaciju
i upotrebu od strane bilo koga ko nadgleda mrežu, ili vrši kontrolu saobraćaja.
Korišćenje Tora čini mnogo teže određivanje putanje do korisnika koristeći Internet aktivnosti korisnika.
Ovo uključuje "posetu Internet stranicama, postove na mreži, instant poruke i ostale vidove komunikacije".
Tor je namenjen za zaštitu privatnih podataka korisnika, kao i njihove slobode i mogućnosti da sprovodi poverljivu komunikaciju držeći njihove Internet aktivnosti izvan mogućnosti da budu praćene. NSA je karakterisao Tor kao "Kralja visoke sigurnosti, niske latentnosti Internet anonimnosti" i da "nema takmičara za tron", i (енгл. POST) smatra se, sa otprilike 2,5 miliona korisnika
dnevno, "daleko najpopularnijim anonimnim internet komunikacionim sistemom".
Onion rutiranje je implementirano enkripcijom u aplikacijskom sloju komunikacionog protokola steka,
ugnežđenog kao sloj luka, korišćeno da anonimira komunikaciju. Tor enkriptuje originalne podatke, uključujući i IP adresu, više puta i šalje kroz virtuelno kolo koje obuhvata uzastopne, slučajno izabrane Tor etape.
Svaka etapa dekriptuje sloj enkripcije da bi razotkrila samo sledeću etapu u kolu u redu. I tako ostatak enkriptovanih podataka.
Konačna etapa dekriptuje najdublji sloj enkripcije i šalje originalne podatke do destinacije bez otkrivanja, ili čak znanja,izvora IP adrese.
Zato što je rutiranje komunikacije delimično prikriveno na svakom koraku u Tor kolu, ovaj metod eliminiše svaku pojedinačnu tačku gde komunikacija
može biti otkrivena(deanonimizirana) kroz prismotru.
Protivnik nije u mogućnosti da porazi jaku anonimnost koju Tor obezbeđuje. Može probati da objavi komunikaciju na drugi način.
Jedan od načina da ovo bude omogućeno je iskorištavanje ranjivog softvera na klijentovom računaru. NSA ima tehniku koja cilja na zastarele Fajerfoks brauzere pod kodnim imenom (енгл. EgotisticalGiraffe).
Napadi protiv Tora su aktivna područja akademskih istraživanja, što je dobro prihvaćeno i od strane samog Tor projekta.

## Istorija
Jezgro funkcionisanja Tora, "onion routing", razvijen je sredinom 1990-ih od strane zaposlenih u енгл. U.S. Naval Research Laboratory, matematičara Pola Siversona i kompjuterskog naučnika Majkla Reda i Dejvida Goldšlaga, sa svrhom zaštite U.S. inteligentne komunikacije na mreži.
Onion rutiranje je ranije razvijeno od strane DARPA 1997.
Alfa verzija Tora, razvijena od strane Siversona i kompjuterskog naučnika Rodzera Dingledina i Nika Metjusona i nazvana je енгл. The Onion Routing project,
ili Tor projekat, lansiran je 20.septembra 2002. 13.avgusta 2004, Siverson, Dingledin,i Metjuson prezentovali su "Tor: Druga generacija Onion rutiranja"
na 13-om USENIX simpozijumu o sigurnosti. 2004, Naval istraživačka laboratorija objavljuje kod Tora pod slobodnom licencom,
i Electronic Frontier Foundation (EFF) finansira Dingledina i Metjusona da nastave njihovo istraživanje.
U decembru 2006, Dingledin, Metjuson i pet drugih pronalaze Tor projekat, Masačusetski-baziran 501(c)(3) istraživačko-obrazovnu neprofitnu organizaciju
odgovornu za održavanje Tora. EFF je glumio fiskalnog sponzora Tor projekta u ranim godinama, kao i raniji finansijeri Tor projekta uključujući
Međunarodni radiodifuzni-biro Sjedinjenih Američkih država,Internews, Human Rights Watch,Kembridž univerzitet, Gugl,i Holandski-baziran Stichting.net.

## Prijem i uticaj
Tor je bio nagrađen za obezbeđivanje privatnosti i anonimnosti ranjivim Internet korisnicima kao što su politički aktivisti koji su bili u strahu od nadzora i hapšenja. Obično veb korisnici žele da zaobiđu cenzuru, kao i žene kojima je prećeno nasiljem ili zlostavljanjem. Nacionalna agencija za bezbednost Sjedinjenih Američkih Država je nazvala Tor "kraljem visoke sigurnosti, niske latentnosti", BusinessWeek magazin je opisao Tor rečima "možda najefektivniji sredstvo da pobedimo napore da vrše nadzor širom sveta". Ostali mediji opisuju Tor rečima: "sofisticiran alat
za privatnost", "lak za upotrebu" i "tako siguran da čak i svetska najsofisticiranija elektronka oprema nije uspela da shvati kako da ga krekuje".
U junu 2013, Edvard Snouden je koristio Tor da šalje informacije o енгл. PRISM-u,Vašington Postu i Gardijanu. U 2014, Ruska vlada je ponudila ugovor u vrednosti od 111,000 dolara
"za proučavanje mogućnosti dobijanja tehničkih informacija o korisnicima" opremljenih sa Tor anonimnom mrežom.
Advokati za Tor kažu da podržava slobodu izražavanja, uključujući i zemlje gde je Internet cenzurisan, štiteći privatnost i anonimnost korisnika.
Matematički temelj Tora se može razumeti kao "parče infrastrukture, i vlade prirodno plaćaju za korišćenje takve infrastrukture". Projekat je originalno razvijen na ime Obaveštajne zajednice Sjedinjenih Američkih Država i nastavlja da prima finansiranje od strane vlade Sjedinjenih Američkih Država, i bio je kritikovan da je špijunski projekat a ne kao projekat koji je dizajniran da podiže kulturu odgovornosti i transparentnosti.
Kritike kažu da Tor nije toliko siguran kao što se pretpostavlja. U oktobru 2013,posle curenja dokumenata koje je otkrioEdvard Snouden, Gardijan je izveštavao
da je NSA pokušavala da krekuje Tor i da nisu uspeli u toj nameri, iako su imali uspeha u pojedinačnim napadima na korisnike Tora.
"Gardijan" je 2012. godine napravio kolumnu, nazvanu "Tor smrdi", koji kaže: "Mi nikad nećemo moći da de-anonimiziramo sve korisnike Tora, ali sa ručnom analizom mi možemo da de-anonimiziramo veoma malu frakciju korisnika Tora". Kada su korisnici Tora uhapšeni, to je obično zbog ljudske greške, a ne zbog tehnologije koja je krekovana ili hakovana. 7.septembra 2014,u zajedničkoj operaciji FBI,енгл. ICE unutrašnje bezbednosti i енгл. European Law enforcement agenije dovodi to 17 hapšenja i konfiskacije 27 sajtova koji sadrže 400 strana. Kasnije 2014. po pisanju Der Spigela a iz saznanja koja je obelodanio Edvard Snouden,saznaje se da je NSA ožnačila Tor kao "glavnu pretnju" za njihovu misiju,i kada je u kombinaciji sa ostalim alatima za bezbednost kao što su (енгл. OTR),,,, (енгл. Tails) i (енгл. TrueCrypt) čine "katastrofu" , dovodeći do "skoro totalnog gubitka/nedostatka uvida u komunikaciju cilja".
U oktobru 2014, projekat Tor je unajmio firmu za odnose sa javnošću (енгл. "Thomson Communications"), sa ciljem da poboljšaju sliku javnosti o njima (pogotovo oko termina (енгл. "Dark Net") i "sakriveni servisi", koji su posebno viđeni kao problematični), i da edukuju novinare o tehničkim aspektima Tora.

## Korišćenje
Tor omogućava korisnicima da surfuju Internetom, četuju i momentalno šalju anonimne poruke, i koristi ga mnogo različitih ljudi, kako za legalne, tako i za nelegalne potrebe. Tor je, na primer, bio korišćen od strane kriminalnih organizacija, hakerskih grupa, i iznuđivačkih agencija, ponekad i u isto vreme. Takođe, agencije unutar vlade SAD finansiraju i podržavaju Tor, kao i američka "Nacionalna Naučna Fondacija" енгл. ("National Science Foundation"), a takođe i Radio Slobodne Azije, sa ciljem da ga podrede sebi.
Tor nije predviđen da potpuno reši problem anonimnosti na Internetu. Umesto toga, Tor se jednostavno fokusira na zaštitu transporta podataka, tako da pojedini sajtovi ne mogu da prate izvor podataka do određene lokacije sa koje su potekli. Ipak, i dalje je moguće odrediti lokaciju. Najbolji način za izbegavanje praćenja informacija je biti pametan u vezi sadržaja koji se postavlja na Internet, i voditi računa gde se postavlja. Tor nije dizajniran da briše korisničke podatke, već da jednostavno smanji rizik od praćenja.
Tor se takođe koristi za nelegalne aktivnosti, npr., za dobijanje pristupa zaštićenim (cenzurisanim) podacima, za organizaciju političkih aktivnosti, ili radi zaobilaženja zakona protiv kritike državnog vrha.
Tor je opisan od strane časopisa енгл. "The Economist", u vezi sa енгл. Bitcoins i енгл. Silk Road, kao "mračni kutak Interneta". Pod prismotrom je od strane mnogobrojnih svetskih agencija za borbu i prevenciju kriminala. U isto vreme, britanska agencija енгл. GCHQ koristi alat nazvan енгл. SHADOWCAT za praćenje enkriptovanih konekcija preko udaljenih računara, koje Tor omogućava.

Tor se može koristiti za neovlašćeno curenje informacija sa osetljivim sadržajem kao što su povrede "copyright-a", širenje nelegalnog pornografskog materijala, prodaja kontrolisanih supstanci, oružja, ukradenih kreditnih kartica, pranje novca, bankarske prevare, prevare sa kreditnim karticama, krađu identiteta i promenu lažnih valuta. Crno tržište povezuje infrastrukturu Tora sa BitCoinom.
U svojoj žalbi protiv R.W. Ulbrihta, FBI je shvatio da Tor ima "poznate legalne korisnike". Po CNET-u, Torova funkcionalna anonimnost je podržana od strane енгл. EFF-a(Electronic Frontier Foundation), i drugih grupa koje podržavaju liberalna prava građana, i to u svrhu objavljivanja informacija novinarima. енгл. EFF takođe opisuje Tor kao značajan deo projekta koji omogućava zaštićen pristup i anonimnost.
U 2014. Eva Galperin енгл. (EFF) izjavljuje je Torov najveći problem štampa. Niko nije čuo za slučajeve kada je Tor pomogao zaštiti lica, već čuju samo za slučajeve skidanja dečije pornografije.
Projekat Tor tvrdi da Tor koriste normalni ljudi, koji žele da sakriju svoju aktivnost na Internetu od sajtova koji ih prate, kao i od oglašivača, ljudi koji se bave internet špijunažom, korisnika koji zaobilaze cenzuru, itd. Od Novembra 2013, Tor ima oko četiri miliona korisnika. Po informacijama koje daje енгл. Wall Street Journal, u 2012. oko 14% Torovog saobraćaja je upravo povezivalo SAD i države koje se bore sa pravom na govor, i protiv cenzure. Tor je korišćen od strane žrtava nasilja u porodici i agencija za zaštitu ljudskih prava u međusobnoj komunikaciji. Tor je takođe korišćen od strane većih novinskih kompanija i medija u svrhu prihvatanja informacija osetljivog tipa od strane izvora koji žele da budu anonimni.
U Martu 2015, konačno je objavljen proglas kojim se tvrdi da privatnost na internetu nije nešto što bi trebalo da bude zabranjeno u Ujedinjenom Kraljevstvu, a takođe da bi to bilo izuzetno tehnički zahtevno.
Izvršni direktor Tora, Andrew Lewman, je takođe izjavio da agencije kao što su NSA i енгл. GCHQ anonimno održavaju Tor tako što šalju izveštaje o bagovima i greškama.
Tor se čak i sam oglasio povodom ovih napada:
"Kriminalci već mogu da rade loše stvari. Kako su već spremni da krše zakon, oni već imaju mnogo drugih opcija koje obezbeđuju privatnost mnogo bolje od Tora.
Tor stremi ka tome da obezbedi zaštitu za obične ljude, koji ne žele da krše zakon. Samo kriminalci trenutno imaju privatnost, i to moramo da promenimo.
Da, u teoriji kriminalci bi mogli koristiti Tor, ali oni već imaju bolje opcije, i čini se da oduzimanje Tora od sveta neće to mnogo promeniti i sprečiti ih u kriminalnim aktivnostima. U međuvremenu, Tor i druge opcije za zaštitu privatnosti se bore protiv krađe identiteta, fizičkih zločina kao što je praćenje, i slično..."
Tor pretraživač je takođe veoma koristan ljudima koje ne zanima anonimnost, već žele da pristupe sadržajima koji nisu dostupni u njihovim državama. Moguće je podesiti Tor tako da izgleda kao da se pretražuje sa određene lokacije.

## Operativnost i ciljevi
Cilj Tora je da zaštiti identitet korisnika na Internetu od prismotre i analize saobraćaja tako što razdvaja identifikaciju i rutiranje. Ovo se postiže tako što se informacije prvo kriptuju, a zatim rutiraju kroz široku mrežu volontera širom sveta. Enkripcija se vrši na više nivoa kako bi se obezbedila savršena privatnost pri prosleđivanju i na taj način obezbeđuje anonimnost lokacije. Ta anonimnost se proteže i do zaštićenog sadržaja, čije pregledanje obezbeđuje Torov servis za sakriveno pretraživanje. Štaviše, anonimni ruteri omogućavaju izbegavanje cenzure na Internetu.
Zbog toga što ni IP adresa korisnika, ni IP adresa ni jednog rutera usput nisu dostupne u obliku cleartext-a, niko ko prisilno upadne u sred slanja informacije ne može direktno odrediti ni jedan ni drugi kraj toka informacije. Dalje, onome ko to uradi se čini da je krajnji čvor u stvari čvor koji šalje informacije.

### Prenos podataka
I druge aplikacije koje koriste određene protokole se mogu podesiti da koriste Torovu mrežu pri slanju podataka. Tor s vremena na vreme kreira virtuelnu mrežu rutera kroz koju teku podaci, koji se u toku prenosa multipleksiraju i kruže, sve dok ne dođu do izlaznog čvora Torove mreže, odakle se šalju na krajnje odredište. Gledano sa krajnjeg odredišta, paket izgleda kao da je poslat sa izlaznog čvora Torove mreže. Torova nezavisnost je ono što ga razlikuje od ostatka alata za anonimnost. Tor koristi TCP protokol. Aplikacije koje koriste usluge Tora za anonimnost koriste i IRC, WWW protokole, kao i protokole za instant poruke.

### Sakriveni servisi
Tor takođe može obezbediti privatnost vebsajtovima kao i drugim serverima. Serveri konfigurisani da primaju podatke isključivo kroz Torovu mrežu se zovu sakriveni servisi. Umesto otkrivanja IP adrese servera, sakriveni servis se identifikuje adresom iz Torove mreže (onion adress). Torova mreža razume ove adrese i može im slati podatke kroz anonimnu mrežu čak i mimo softvera koji služi da to spreči енгл. (Firewall, NAT), čuvajući identitet obe strane.
Sakriveni servisi su u upotrebi na Torovoj mreži još od 2004. godine. Osim baze koja čuva deskriptore adresa ovakvih servisa, Tor je decentralizovan tako da ne postoji lista svih skrivenih servisa na mreži.
Zbog toga što sakriveni servisi ne koriste izlazne čvorove, konekcija sa sakrivenim servisom je enkriptovana na oba kraja, i nije podložna nasilnom upadu u tok informacije. Ipak, postoje poznati problemi kod pristupa i korišćenja sakrivenih servisa. Na primer, servisi koji se koriste i kroz Torovu mrežu i javno nisu potpuno zaštićeni jer su izloženi korelacionim napadima. Takođe, javljaju se i drugi problemi prilikom loše konfiguracije servera, korisničkih grešaka, itd.
Sakrivenim servisima se može pristupiti i sa standardne mreže, bez klijentske konekcije sa Tor mrežom, korišćenjem alata kao što je енгл. Tor2Web.

### ARM statusni monitor
енгл. ARM - (Anonymizing Relay Monitor) je statusni monitor komandne linije napisan u programskom jeziku енгл. Python za Tor. Ovo funkcioniše na sličan način kao što komanda "top" radi za sistemsko korišćenje, obezbeđuje u realnom vremenu uvid u informacije tipa:
	- Korišćenje resursa (енгл. bandwidth, procesor, memorija)
	- Informacije o rutiranju (nadimak, potpis, flagovi i oznake)
	- Evidencija događaja sa opcionim filtriranjem pomoću regularnih izraza
	- Konekcije povezane sa Torovom mrežom.
	- Konfiguracija Tora sa sintaksnim obeležavanjem i validacijom.
Većina (енгл. ARMovih atributa su podesivi kroz opcioni konfiguracioni fajl. ARM je podržan od strane Linuks, енгл. Mac OS X, i ostalih distribucija zasnovanih na Unix sistemu.
Projekat je započet u leto 2009, i do Jula 2010. je postao i zvaničan deo Torovog projekta. ARM je besplatan softver, dostupan pod standardnom енгл. GNU licencom.

## Slabosti
Kao i svaka anonimna mreža koja ima malo kašnjenje, Tor ne može i ne pokušava da zaštiti od posmatranja prenosa podataka na granicama Tor mreže(npr. prenos podataka pri ulazu u mrežu, i pri izlasku iz nje). On zaštićuje podatke od analize istih prilikom prenosa kroz mrežu, ali ne može da spreči slanje signala za potvrdu prilikom dospelih ili poslatih podataka.
Bez obzira na mane koje postoje, Tor i slični mrežni sistemi, se smatraju pogodnijim od drugačijih alternativa(VPN) zbog svoje prilagodljivosti.
Statistike iz izučavanja u 2009. godini pokazuju da ako bi korisnik na (енгл. ISPu) ili (енгл. WLANu) pokušavao da vrši analizu enkriptovanih podataka koji prolaze kroz (енгл. VPN) ili Tor, za Tor bi mu bilo potrebno mnogo više vremena u odnosu na енгл. VPN.
Naučnici sa Univerziteta u Mičigenu su razvili mrežni učitavač, koji omogućuje identifikaciju 86% Torovih operativnih grana u tom trenutku prilikom jednog očitavanja.

### Prisluškivanje

#### Prisluškivanje autonomnih sistema
Ako autonomni sistem postoji sa obe strane puta od klijenta do ulaznog releja i od izlaznog releja do odredišta, onda takav AS može statistički da vrši korelaciju prenosa podataka između ulaznih i izlaznih segmenata na putanji i da zaključi odredište sa kojim je klijent komunicirao. Tokom 2012. godine, LASTor je izneo metodu predviđanja početka mogućih AS-a na ova dva dela i onda izbegavanje korišćenja ovog puta prilikom algoritama za izbor puta sa strane klijenta. U ovom naučnom radu, smanjuju kašnjenje podatka tako što biraju kratka rastojanja između klijenta i odredišta.

#### Prisluškivanje na izlaznom čvoru
U septembru, 2007e godine, Dan Egerstad, švedski konsultant za bezbednost, je otkrio da je presreo i dospeo do korisničkih naloga i šifara za elektronsku postu. Ovo je uradio tako što je posmatrao sta se dešava na izlaznom čvoru u Tor mreži. Kako Tor ne može da enkriptuje podatke između izlaznog čvora i željenog servera, svaki izlazni čvor je u mogućnosti da uhvati podatak koji prolazi kroz njega ako ne koristi енгл. end to end enkripciju, kao sto je slucaj sa енгл. SSL ili енгл. TLS. Bez obzira sto ovo ne može direktno da utiče na anonimnost cvora, podaci presretnuti ovakvom metodom preko određenih aplikacija trećih strana mogu da otkriju informacije o izvornom čvoru ili u nosivosti ili u protokolu podataka ili oba. Pored toga, Egerstad ukazuje na moguće korišćenje podverzija Tora u obaveštajnim službama. U oktobru 2011, istraživački tim iz енгл. ESIEA-e je tvrdio da su otkrili način da kompromituju Tor mrežu tako što bi vršili dekripciju komunikacionih paketa koje prolaze po njoj.
Njihova metoda zahteva mapu Tor čvorova, imati trećinu njih pod svojom kontrolom i onda dobiti njihove ključeve za enkripciju. Njihovim korišćenjem, možemo dekriptovati dva od tri sloja za enkripciju. Tvrde da se treći ključ moze dešifrovati korišćenjem programa zasnovanih na verovatnoći. Da bi preusmerili podatke sa Tor mreže ka čvorovima koji oni kontrolišu, koristili bi program koji bi uskratio korišćenje tih određenih čvorova. Odgovor na ovu tvrdnju je bio okačen na zvaničnom Tor blogu, navodeći da su ove glasine o kompromitaciji Tora preuveličane.

### Blokiranje izlaznog čvora
Operatori na internet stranicama su imali mogućnost da sprečavaju prenos podataka sa izlaznih čvorova Tora ili da nude smanjenu funkcionalnost njihovim korisnicima. Na primer, nije moguće da se vrše izmene na Wikipediji i njenim člancima ako se pri tom prilikom koristio Tor ili ako se koristi IP adresa koju je koristio izlazni čvor u Toru, zbog upotrebe TorBlock dodatka, osim ako nije dobijena informacija da je izuzetak u pitanju.

### Neki protokoli otkrivanja IP adrese
Tim istražitelja iz -фр. INRIA}-e je pokazao da se tehnike prikrivanja upotrebe Tora prilikom korišćenja BitTorrenta mogu zaobići ako se kontroliše izlazni čvor iz Tor mreže. Ovo istraživanje je sprovedeno posmatranjem šest različitih izlaznih čvorova u intervalu od 23 dana. Korišćena su tri vektora za napad. Tragač najavljuje i proširenje rukovanja protokola opciono mogu da sadrže klijentsku IP adresu. Analizom prikupljenih podataka je utvrđeno je da 35% i 33% poruka sadrže adrese klijenata. Zbog nedostatka enkripcije ili autorizacije podataka u komunikaciji između tragača i peer-a, većina čovek-u-srediniенгл. (man-in-the-middle)napada omogućava napadačima da otkriju IP adresu енгл. peer-a, pa čak i da proveri distribuciju sadržaja. Ovakvi napadi rade samo prilikom komunikacije tragača i енгл. peer-a.
Iskorišćavanje distribuiranih heš tabele
	Ovakva vrsta napada iskorišćava činjenicu da je veza između distribuirane heš tabele i Tora nemoguća, tako da je napadač u mogućnosti da otkrije IP adresu samo tražeći istu u енгл. DHTu, čak i ako željena meta koristi Tor da se poveze sa ostalim енгл. peer-ovima.

## Implementacija
Tor je pisan u енгл. C-u, i njegov izvorni kod se sastoji od 340 000 linija.
Tor pretraživač je vodeći proizvod projekta енгл. Tor(the Tor Project). Sadrži izmenjenu енгл. Mozillu ESR, енгл. , енгл. , енгл. , i енгл. HTTPS Everywhere dodatke za Fajrfoks i Tor proksi.
Može da se pokrene sa prenosivih uređaja, i dostupan je za енгл. Windows, енгл. Mac OS X i енгл. .
Tor pretraživač, automatski pokreće procese u pozadini i usmerava kroz Tor mrežu.
Imajući u vidu slučajeve prismotre korisnika na internetu, Stujart Dredz preporučuje upotrebu Tor pretraživača
radi sprečavanja prisluškivanja i održavanja privatnosti prilikom korišćenja interneta.
U Avgustu 2013. godine, otkriveno je da su Fajrfoks pretrazivači u starijim verzijama Tor Pretraživača, bili podložni napadima
pomoću programa pisanih u енгл. JavaScriptu, zbog toga sto se NoScript nije automatski aktivirao sa instaliranjem pretraživača, nego se moralo ići preko podešavanja. Ovaj metod je najviše bio korišćen
za dobijanje енгл. MAC i IP adrese korisnika.

### Aplikacije trećih strana
енгл. Vuze(ranije poznat kao енгл. Azureus)klijent za енгл. BitTorent, енгл. Bitmessage sistem za dopisivanje između anonimnih korisnika, i енгл. TorChat spadaju pod Tor podršku.

## Podnožje
- Anonymity Bibliography Retrieved: 21 May 2007
- Schneier, Bruce. Applied Cryptography. ISBN 978-0-471-11709-4.
- Schneier, Bruce (1995). Email Security. ISBN 978-0-471-05318-7.
- Bacard, Andre (1995). Computer Privacy Handbook. ISBN 978-1-56609-171-8.

## Spoljašnje veze
- Званични веб-сајт
- Tor: Hidden Services and Deanonymisation [31c3] на веб-сајту